# راماليو (لاعب كرة قدم)
راماليو (بالبرتغالية: Édson Ramalho dos Santos‏) هو لاعب كرة قدم برازيلي في مركز الهجوم، ولد في 15 مارس 1978 في Santa Cruz de Monte Castelo ‏ في البرازيل. لعب مع أتلتيكو يوفنتوس وباوليستا وسبورت ريسيفي ونادي باهيا ونادي جوفنتودي ونادي سانتا كروز ونادي ساو كايتانو ونادي فورتاليزا ونادي كورينثيانز.

## وصلات خارجية
- راماليو (لاعب كرة قدم) على موقع قاعدة بيانات كرة القدم.إي يو (الإنجليزية)
- راماليو (لاعب كرة قدم) على موقع Soccerway.com (الإنجليزية)